# Jabłoń-Uszyńskie
Jabłoń-Uszyńskie – wieś w Polsce położona w województwie podlaskim, w powiecie wysokomazowieckim, w gminie Wysokie Mazowieckie.
W latach 1975–1998 miejscowość administracyjnie należała do województwa łomżyńskiego.
Wierni kościoła rzymskokatolickiego należą do parafii św. Apostołów Piotra i Pawła w Jabłoni Kościelnej.

## Historia wsi
Wieś drobnoszlachecka założona w XV lub XVI w. Jedna ze wsi okolicy szlacheckiej Jabłoń, wzmiankowanej już w XV w. Wsie rozróżnione drugim członem nazwy.
W roku 1676 umieszczona w spisie miejscowości ziemi bielskiej.
W roku 1827 wieś liczyła 14 domów i 88 mieszkańców. Pod koniec XIX w. należała do powiatu mazowieckiego, gmina Piekuty, parafia Jabłoń. Liczyła wówczas 12 domów, zaś grunty rolne zajmowały powierzchnię 162 morgów.
W roku 1921 w miejscowości naliczono 13 budynków z przeznaczeniem mieszkalnym oraz 86 mieszkańców (45 mężczyzn i 41 kobiet). Wszyscy podali narodowość polską. Wyznanie rzymskokatolickie zgłosiły 84 osoby, a prawosławne 2.

## Obiekty zabytkowe
- krzyż przydrożny, żeliwny, osadzony w głazie granitowym z 1888 r.[10]